# Eunice Murray
Eunice R. Murray (Chicago, 3 marzo 1902 – Tucson, 5 marzo 1994) è stata una scrittrice statunitense divenuta celebre in quanto fu una dei testimoni chiave del caso della morte di Marilyn Monroe.

## Biografia
Arredatrice d'interni, governante e amica dell'attrice Marilyn Monroe. Nella versione ufficiale della morte dell'attrice fu lei a dubitare sulle sorti della donna, chiamò Ralph Greenson che conosceva da molto tempo.
Cambiò più volte la versione dei fatti, da quella rilasciata al sergente Jack Clemmons fino a quella raccontata nel libro da lei scritto, The last months redatto insieme a Rose Shade, pubblicato nel 1975, dove raccontò di aver pulito la camera da letto dell'attrice,  oltre ad aver lavato le lenzuola e i vestiti che indossava nel momento della morte.
Pochi giorni prima la Murray era stata licenziata, si trattava dei suoi ultimi giorni di servizio.

## Opere
- The last months, 1975